# Джерджяй, Арнольд
Арнольд Джерджяй (англ. Arnold Gjergjaj; род. 8 октября 1984 года, Джяковица, Косово и Метохия, СФРЮ) — швейцарский боксёр-профессионал, албанского происхождения, выступающий в тяжёлой весовой категории. Среди профессионалов действующий чемпион мира по версии WBF (2023—н. в.), и бывший чемпион по версии WBF Intercontinental (2023), чемпион Европы по версии EBU External (2014—2019) в тяжёлом весе. 
Позиция по рейтингу BoxRec — 105-я (апреля 2024) и является 1-м среди швейцарских боксёров тяжёлой весовой категории, уверенно входя в ТОП-105 лучших тяжеловесов всего мира.

## Профессиональная карьера
Профессиональную боксёрскую карьеру Арнольд Джерджяй начал 29 августа 2009 года победив техническим нокаутом во 2-м раунде польского боксёра Дариуша Балла.
4 октября 2014 года состоялся бой Арнольда за вакантный титул чемпиона Европы по версии EBU-EE с ранее небитым боксёром из Боснии и Герцеговины Аднаном Редзовичем (15-0-0), которого Арнольд нокаутировал в 9-м раунде и завоевал чемпионский титул.
6 июня 2015 года Арнольд защищал свой титул чемпиона Европы по версии EBU-EE в бою против 35-летнего опытного российского боксёра Дениса Бахтова (39-10-0, 26 КО), которого Арнольд победил в 12-раундовом бою единогласным решением судей (116—111, 115—112, 117—111).
21 мая 2016 года потерпел первое поражение на профи ринге. Уступил техническим нокаутом во втором раунде британцу Дэвиду Хэю.
В декабре 2017 года в Базеле (Швейцария) второй раз в карьере проиграл нокаутом в последнем раунде Шону Тернеру (11-1) на картах судей уступая по очкам (64—68 дважды, 63—69)
19 апреля 2019 года с Стамбуле (Турция) проиграл местному небитому боксеру Умуту Камиркану (11-0, 11 КО). После 12 раундов боя судьи выставили счет: 118—110, 115—113 дважды в пользу местного бойца.
После поражения в 2019 году вышел на ринг лишь раз победив по очкам малоизвестного африканца Элвиса Мойо (9-5-2)
В 2022 году возобновил боксерскую карьеру и вернулся в бокс проведя победный бой (нокаут в 1 раунде) с хорватом Томиславом Сентичем (5-2) 
В марте 2023 года вышел на бой с Домиником Виалем (9-3) и снова нокаутировал оппонента в первом раунде завоевав тем самым малозначительный пояс WBF Intercontinental Heavy. 24 июня 2023 года первый раз защитил пояс в бою с латвийцем Кристапсом Зутисом (7-3-2) нокаутировав соперника в 4-м раунде.
2 сентября 2023 года в Риене (Швейцария) раздельным решением судей (счёт: 113—115, 115—113 дважды) победил опытного бельгийца Билала Лаггуна (26-3-2, 14 КО), и завоевал вакантный титул чемпиона мира по версии WBF в тяжёлом весе.
27 апреля 2024 года в Базеле (Швейцария) победил единогласным решением судей (счёт:  97—93, 96—93, 97—93) 30-летнего немца Денниса Левандовски (18-5, 8 КО)

## Статистика профессиональных боёв
В таблице перечислены результаты всех поединков боксёров.
В каждой строке указан результат поединка. Дополнительно номер поединка обозначен цветом, который обозначает итог поединка. Расшифровка обозначений и цветов представлена в нижеследующей таблице.
| Пример | Расшифровка                     |
| ------ | ------------------------------- |
|        | Победа                          |
|        | Ничья                           |
|        | Поражение                       |
|        | Планируемый поединок            |
|        | Поединок признан несостоявшимся |
| КО     | Нокаут                          |
| ТКО    | Технический нокаут              |
| PTS    | Решение судей (по очкам)        |
| UD     | Единогласное решение судей      |
| MD     | Решение большинства судей       |
| SD     | Раздельное решение судей        |
| RTD    | Отказ от продолжения боя        |
| DQ     | Дисквалификация                 |
| NC     | Поединок признан несостоявшимся |

| 41 поединков, 38 побед (27 нокаутом), 3 поражения. | 41 поединков, 38 побед (27 нокаутом), 3 поражения. | 41 поединков, 38 побед (27 нокаутом), 3 поражения. | 41 поединков, 38 побед (27 нокаутом), 3 поражения. | 41 поединков, 38 побед (27 нокаутом), 3 поражения. | 41 поединков, 38 побед (27 нокаутом), 3 поражения. | 41 поединков, 38 побед (27 нокаутом), 3 поражения.                                                                          |
| Бой                                                | Рекорд                                             | Дата боя                                           | Соперник                                           | Место проведения боя                               | Раундов, время                                     | Дополнительно |
| -------------------------------------------------- | -------------------------------------------------- | -------------------------------------------------- | -------------------------------------------------- | -------------------------------------------------- | -------------------------------------------------- | --- |
| 40                                                 | 37-3                                               | 2 сентября 2023                                    | Билал Лаггун (26-3-2)                              | Landgasthof, Риен, Базель-Штадт, Швейцария         | SD 12 (12)                                         | Счёт судей: 113-115, 115-113 (дважды). Завоевал вакантный титул чемпиона мира по версии WBF в тяжёлом весе.                 |
| 39                                                 | 36-3                                               | 24 июня 2023                                       | Кристапс Зутис (7-3-2)                             | Airporthotel, Базель, кантон Базель, Швейцария     | KO 4 (10), 2:00                                    | Защитил титул чемпиона по версии WBF Intercontinental (1-я защита Джерджая) в тяжёлом весе.                                 |
| 38                                                 | 35-3                                               | 25 марта 2023                                      | Доминик Виал (9-3)                                 | Grand Casino, Базель, кантон Базель, Швейцария     | TKO 2 (10), 2:34                                   | Завоевал вакантный титул чемпиона по версии WBF Intercontinental в тяжёлом весе.                                            |
| 37                                                 | 34-3                                               | 10 июня 2022                                       | Томислав Сентич (5-2)                              | Stadthofsaal, Устер, кантон Цюрих, Швейцария       | TKO 1 (6), 1:52                                    | |
| Перерыв чуть больше 3-х лет.                       |                                                    |                                                    |                                                    |                                                    |                                                    | |
| 36                                                 | 33-3                                               | 25 мая 2019                                        | Элвис Мойо (9-5-2)                                 | Спортхалл, Кирхберг, Швейцария                     | UD 8 (8)                                           | Счёт: 77-74 (трижды). |
| 35                                                 | 32-3                                               | 19 апреля 2019                                     | Умут Джамкиран (11-0)                              | Silence Hotel, Стамбул, Турция                     | UD 12 (12)                                         | Счёт: 110-118, 113-115 (дважды). Бой за титул чемпиона Европы по версии EBU External (2-я защита Джерджая) в тяжёлом весе.  |
| 34                                                 | 32-2                                               | 15 декабря 2018                                    | Мирко Тинтор (14-2-1)                              | Базель, Швейцария                                  | KO 4 (8)                                           | |
| 33                                                 | 31-2                                               | 1 сентября 2018                                    | Гогита Горгиладзе (10-26)                          | Базель, Швейцария                                  | KO 2 (8), 1:12                                     | Горгиладзе в нокдауне во втором раунде.                                                                                     |
| 32                                                 | 30-2                                               | 9 декабря 2017                                     | Шон Тернер (11-1)                                  | Базель, Швейцария                                  | KO 8 (8), 1:45                                     | |
| 31                                                 | 30-1                                               | 17 декабря 2016                                    | Жасмин Хасич (8-1)                                 | Базель, Швейцария                                  | TKO 5 (10), 1:00                                   | Хасич в нокдауне в четвёртом раунде.                                                                                        |
| 30                                                 | 29-1                                               | 21 мая 2016                                        | Дэвид Хэй (27-2)                                   | Лондон, Великобритания                             | TKO 2 (10), 1:35                                   | |
| 29                                                 | 29-0                                               | 5 декабря 2015                                     | Марино Голес (20-4)                                | Шпрайтенбах, Швейцария                             | TKO 1 (8), 0:45                                    | |
| 28                                                 | 28-0                                               | 6 июня 2015                                        | Денис Бахтов (39-10)                               | Базель, Швейцария                                  | UD 12 (12)                                         | Счёт: 117-111, 116-111, 115-112. Защитил титул чемпиона Европы по версии EBU External (1-я защита Джерджая) в тяжёлом весе. |
| 27                                                 | 27-0                                               | 27 февраля 2015                                    | Золтан Чала (6-0)                                  | Базель, Швейцария                                  | UD 8 (8)                                           | Счёт: 78-74, 79-73 (дважды).                                                                                                |
| 26                                                 | 26-0                                               | 4 октября 2014                                     | Аднан Реджович (15-0)                              | Базель, Швейцария                                  | KO 9 (12), 2:50                                    | Завоевал вакантный титул чемпиона Европы по версии EBU External в тяжёлом весе.                                             |
| 25                                                 | 25-0                                               | 9 июня 2014                                        | Тибор Балог (14-5-2)                               | Бургдорф, Швейцария                                | TKO 2 (8), 2:20                                    | |
| 24                                                 | 24-0                                               | 15 марта 2014                                      | Эмилио Эсекьель Сарате (18-12-3)                   | Базель, Швейцария                                  | KO 7 (8)                                           | |
| 23                                                 | 23-0                                               | 26 декабря 2013                                    | Жилберту Матеус Домингуш (21-1)                    | Берн, Швейцария                                    | TKO 1 (8), 2:15                                    | |
| 22                                                 | 22-0                                               | 11 мая 2013                                        | Нельсон Домингес Дарио (14-2-1)                    | Базель, Швейцария                                  | KO 3 (8), 2:19                                     | |
| Бой                                                | Рекорд                                             | Дата боя                                           | Соперник                                           | Место проведения боя                               | Раундов, время                                     | Дополнительно |